# Mehlbutter

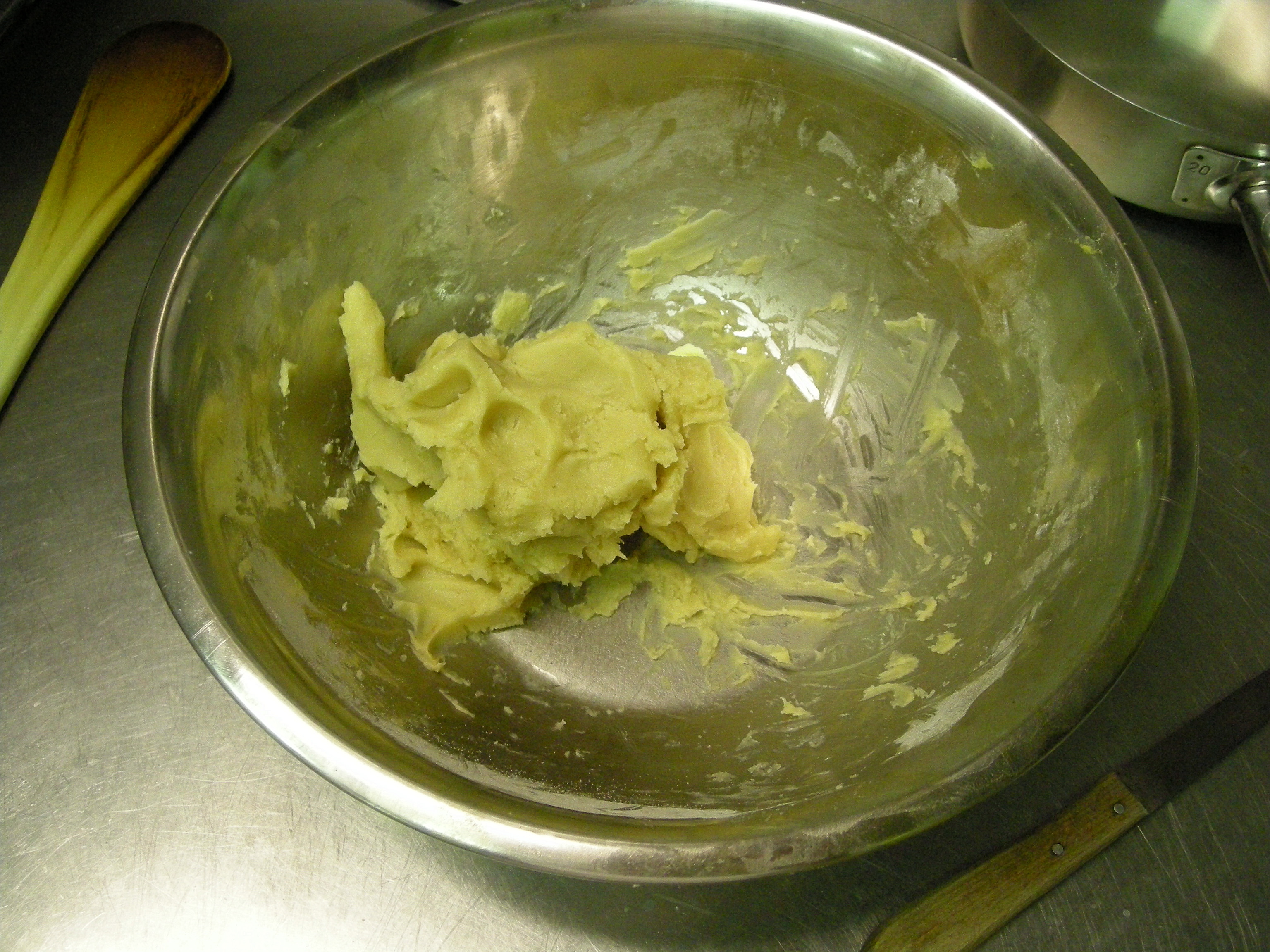
Mehlbutter

Mehlbutter (französisch: Beurre manié) dient dem Andicken von hellen Saucen und Suppen, indem sie die Flüssigkeit bindet. Sie wird auch verwendet für Saucen, die à-la-minute zubereitet werden und eine Bindung benötigen.
Zur Zubereitung werden Weizenmehl und weiche Butter zu gleichen Teilen miteinander verknetet und üblicherweise zu einer Rolle geformt, die im Kühlschrank aufbewahrt werden kann. Bei Bedarf wird ein Stück der kalten Mehlbutter in die heiße Flüssigkeit eingerührt oder auf den kochenden Zutaten schmelzen gelassen.
Zur besseren Haltbarkeit kann die Mehlbutter auch eingefroren werden. 